# ミリオン・ダラー・カルテット (ミュージカル)
ミリオン・ダラー・カルテット (Million Dollar Quartet ) は、フロイド・マトラックスおよびコリン・エスコット脚本によるジュークボックス・ミュージカル。1956年12月4日、売れ始めのロックンロール・スターのエルヴィス・プレスリー、ジョニー・キャッシュ、カール・パーキンス、そして新人のジェリー・リー・ルイスによるレコーディング・セッションであるミリオン・ダラー・カルテットを脚色した作品である。2010年、ブロードウエイで開幕し、2011年にはウエスト・エンドでも開幕した。

## 公演

### フロリダ、ワシントン (2006年～2008年)
2006年、フロリダ州にあるシーサイド・ミュージック・シアターで開幕し、その後2007年9月から10月までワシントン州イサクアで、2008年1月、ワシントン州エヴレットで上演され、それぞれ興行記録を更新した。

### シカゴ (2008年～)
2008年9月27日、イリノイ州シカゴにあるグッドマン・シアターで限定公演が開幕した。マトラックスはバージニア州にあるシグネチャー・シアターの芸術監督エリック・D・シェイファーと共同でシカゴ公演を演出した。2008年10月31日、シカゴにあるアポロ・シアターに移動し、現在も上演中である。エルヴィス・プレスリー役にデイヴィッド・レイゴ、カール・パーキンス役にゲイブ・ボウリング、ジョニー・キャッシュ役にショーン・サリヴァン、ジェリー・リー・ルイス役にランス・リピンスキが配役された。

### ブロードウエイ (2010年～2011年)
2010年4月11日、ブロードウエイにあるネダランダ・シアターで開幕した。エルヴィス・プレスリー役にエディ・クレンデニング、ジョニー・キャッシュ役にランス・ゲスト、ジェリー・リー・ルイス役にリーヴァイ・クライス、カール・パーキンス役にロバート・ブリトン・ライオンズ、サム・フィリップス役にハンター・フォスターが配役された。他にプレスリーと共にサン・レコードにやって来たダイアン役にエリザベス・スタンリーが配役され、『Fever 』、『I Hear You Knocking 』を歌う他、バック・アップ・ヴォーカルも務める。またベース奏者のジェイ・パーキンス(カール・パーキンス)役にコーリー・カイザー、ドラム奏者のフルーク(W・S・ホランド)役にラリー・リーライが配役された。エリック・D・シェイファー演出、デレク・マクレイン舞台デザイン、ジェーン・グリーンウッド衣裳デザイン、ハウエル・ビンクリー照明デザイン。
2010年、トニー賞のミュージカル作品賞、ミュージカル脚本賞、リーヴァイ・クライスがミュージカル助演男優賞にノミネートされた。ジェリー・リー・ルイスを演じたリーヴァイ・クライスがミュージカル助演男優賞を受賞した。
2010年、オリジナル・キャスト・レコーディングのアルバムが発表された。
2011年6月12日、プレヴュウ公演34回、本公演489回を経て閉幕した。同年7月よりオフ・ブロードウェイのNew World Stages で再開した。

### ウエスト･エンド (2011年～2012年)
2011年2月28日、イギリスのロンドンのウエスト・エンドにあるNoël Coward Theatre で、2011年2月8日からプレヴュウ公演、28日から本公演が開幕した。
オリジナル・キャストはサム・フィリップス役にビル・ウォード、ジェリー・リー・ルイス役にベン・ゴダード、ジョニー・キャッシュ役にデレク・ヘイガン、ダイアン役にフランチェスカ・ジャクソン、カール・パーキンス役にロバート・ブリトン・ライオンズ(2011年3月、代役のオリヴァー・シーモア=マーシュに変更)、エルヴィス・プレスリー役にマイケル・マラーキーが配役された。エリック・D・シェイファー演出、チャック・ミード編曲。
2012年10月27日まで上演の予定が、1月14日で閉幕した。

### オフ・ブロードウエイ (2011年～2012年)
ブロードウエイ公演閉幕後、2011年7月、オフ・ブロードウエイにあるNew World Stages で再度開幕した。ブロードウエイ公演の最終月には興行収入に伸び悩み、1,109,700ドルを見込んでいたが242,786ドルにしかならず、6月5日閉幕の最終週の集客率は36.76%にまで落ち込んだ。オフ・ブロードウエイではジェリー・リー・ルイス役にエリック・スタング、エルヴィス・プレスリー役にエディ・クレンデニング、ジョニー・キャッシュ役にランス・ゲスト、カール・パーキンス役にロバート・ブリトン・ライオンズ、ダイアン役にヴィクトリア・マトロック、サム・フィリップス役にジェイムス・モエ、ジェイ・パーキンス役にコーリー・カイザー、フルーク役にドン・ペレツが配役された。2012年6月24日、閉幕した。

### 全米ツアー (2011年～)
2011年10月、オハイオ州クリーブランドにあるプレイハウス・スクエアのパレス・シアターでアメリカ合衆国を巡るツアー公演が開幕した。ジョニー・キャッシュ役にデレク・キーリング、エルヴィス・プレスリー役にコディ・スローター、ジェリー・リー・ルイス役にマーティン・ケイ、カール・パーキンス役にリー・フェリス、サム・フィリップス役にクリストファー・ライアン・グラント、ダイアン役にケリー・ラモント、フルーク役にビリー・シェイファー、ジェイ・パーキンス役にチャック・サーヤスが配役された。ウィスコンシン州アップルトン、オレゴン州ポートランド、フロリダ州マイアミ、テキサス州ヒューストン、インディアナ州インディアナポリス、テネシー州メンフィス、ネバダ州ラスベガス、カリフォルニア州ロサンゼルス、アリゾナ州テンピ、ユタ州ソルトレイクシティ、ワシントン州シアトル、カリフォルニア州サンノゼなどを巡業する。

### 来日公演 (2012年)
2012年9月5日から17日、東急シアターオーブ、9月20日から22日、オリックス劇場で来日公演が上演された。エルヴィス・プレスリー役にオリジナル・ブロードウェイ・キャストのエディー・クレンデニング、カール・パーキンス役にリー・フェリス、ジョニー・キャッシュ役にデレク・キーリング、ジェリー・リー・ルイス役にトニー賞ミュージカル助演男優賞受賞オリジナル・ブロードウェイ・キャストのリーヴァイ・クライス、サム・フィリップス役にクリストファー・ライアン・グラント、ダイアン役にケリー・ラモント、フルーク役にダン・リアーリ、ジェイ・パーキンス役にチャック・ゼイヤスが配役された。

## あらすじ
1956年12月4日、ジョニー・キャッシュ、ジェリー・リー・ルイス、カール・パーキンス、エルヴィス・プレスリーがテネシー州メンフィスにあるレコーディング・スタジオのサン・レコードに集まる。
すでに人気のあったカール・パーキンスが新人のジェリー・リー・ルイスのレコーディングに付き添う。エルヴィス・プレスリーはガールフレンドで歌手のダイアン(実際はダンサーのマリリン・エヴァンズ)と共にスタジオに立ち寄る。ジョニー・キャッシュは興行主のサム・フィリップスとのレコーディングの打ち合わせのためやって来る。彼らはすぐにジャム・セッションとなる。フィリップスはキャッシュがすでにコロムビア・レコードと契約したことを知らずに契約更新を企てる(実際はキャッシュは少なくともあと1年はコロムビア・レコードとは契約していない)。一般的に、カルテットが最初の曲を演奏する場合、自身の最も有名な曲を演奏するのが普通であるため、他の人々は驚いて役者達の演技が止まる。フィリップスはどうやってキャッシュを見出したかを観客に語りかけ、フィリップスはキャッシュに何か演奏するように言ったところで止まっていた役者達が動き出す。
このミュージカルでは事実と異なるシーンがいくつか登場する。例えばプレスリーが『ブルー・スエード・シューズ』を初めて歌ったのは『エド・サリヴァン・ショー』だと語るシーンがあるが、実際は1956年初頭のドージー・ブラザーズの番組である。
またフィリップスがRCAレコードから契約を持ちかけられるが、これも事実とは異なる。

## 楽曲
- ブルー・スエード・シューズ Blue Suede Shoes (作詞作曲 カール・L・パーキンス) – カンパニー
- Real Wild Child (作詞作曲 ジョン・オキーフ、ジョン・グレナン、デイヴ・オウエンズ) – ジェリー・リー・ルイス
- マッチボックス Matchbox (作詞作曲 カール・L・パーキンス) – カール・パーキンス
- Who Do You Love? (作詞作曲 エラス・マクダニエル) – カール・パーキンス
- Folsom Prison Blues (作詞作曲 ジョン・R・キャッシュ) – ジョニー・キャッシュ
- フィーヴァー Fever (作詞作曲 エディ・クーリー、ジョニー・ダヴェンポート) – ダイアン
- Memories Are Made of This (作詞作曲 テリー・ギルカイソン、リチャード・デール、フランク・ミラー) – エルヴィス・プレスリー
- ザッツ・オール・ライト That's All Right (作詞作曲 アーサー・クルダップ) – エルヴィス・プレスリー
- Brown Eyed Handsome Man (作詞作曲 チャック・ベリー) – カンパニー
- Down by the Riverside – カンパニー
- Sixteen Tons (作詞作曲 マール・トラヴィス) – ジョニー・キャッシュ
- My Babe (作詞作曲 ウィリー・ディクソン) – カール・パーキンス
- ロング・トール・サリー Long Tall Sally (作詞作曲 ロバート・ブラックウェル、エノトリス・ジョンソン、リチャード・ペニマン) – エルヴィス・プレスリー
- Peace in the Valley (作詞作曲 トーマス・A・ドージー) –  カンパニー
- I Walk the Line (作詞作曲 ジョン・R・キャッシュ) – ジョニー・キャッシュ
- I Hear You Knocking (作詞作曲 デイヴ・バーソロミュー、アール・キング) – ダイアン
- Let's Have a Party (作詞作曲 ジェシー・メイ・ロビンソン) – カール・パーキンス、カンパニー
- 火の玉ロック Great Balls of Fire (作詞作曲 オーティス・ブラックウエル、ジャック・ハンマー) – ジェリー・リー・ルイス
- Down by the Riverside (リプライズ) – カンパニー
- ハウンド・ドッグ Hound Dog (作詞作曲 ジェリー・リーバーとマイク・ストーラー) – エルヴィス・プレスリー
- ゴースト・ライダーズ・イン・ザ・スカイ Ghost Riders (作詞作曲 スタン・ジョーンズ) – ジョニー・キャッシュ
- See You Later Alligator (作詞作曲 ロバート・ギドリー) – カール・パーキンス
- Whole Lotta Shakin' Goin' On (作詞作曲 カーリー・ウィリアムズ) – ジェリー・リー・ルイス

### 著名な出演者
2010年6月23日、メリッサ・エサレッジ、2010年9月10日、ジェリー・リー・ルイス、2010年10月28日、レズリー・ゴア、2010年11月16日、レイ・ベンソンなど、著名人がアンコールに登場することがある。

## 受賞歴

### オリジナル・ブロードウエイ公演
| 年   | 賞                       | 部門                   | ノミネート者                               | 結果       |
| ---- | ------------------------ | ---------------------- | ------------------------------------------ | ---------- |
| 2010 | トニー賞                 | ミュージカル作品賞     | ミュージカル作品賞                         | ノミネート |
| 2010 | トニー賞                 | ミュージカル脚本賞     | コリン・エスコット、フロイド・マトラックス | ノミネート |
| 2010 | トニー賞                 | ミュージカル助演男優賞 | リーヴァイ・クライス                       | 受賞       |
| 2010 | ドラマ・デスク・アワード | ミュージカル作品賞     | ミュージカル作品賞                         | ノミネート |